# 小林靖子
小林靖子（1965年4月7日—），日本動畫、特攝腳本家，出身於日本東京都。愛稱是「靖子にゃん」。

## 來歷
高中時代曾於腳本學校的視像講座聽講一年。此後在電腦軟件公司工作，偶然之下因看了《特警WINSPECTOR》（第25集‧扇澤延男腳本）而對特攝產生興趣。由於不知道進入特攝界的方法，而嘗試將自己創作的部分《特搜EXCEEDRAFT》情節投稿至朝日電視台的意見欄，並得到當時負責主要腳本的宮下隼一及東映的製作人堀長文的注意。一年後，正式決定到由腳本家新井一在1970年設立的腳本學校シナリオ・センター中學習。
1993年，為《特搜機器人Janperson》第40集初次編寫腳本。到了1997年，負責編寫『電磁戰隊百萬連者』的新戰士登場篇、新機器人登場篇以及最終三部曲中的第一話等。及後於次年的《星獸戰隊銀河人》中首次擔任主要腳本。
從初次亮相以至在東映工作的數年間只限於特攝腳本的編寫。不過，在1997年編寫『地獄老師』第41集以後亦開始涉足動畫的腳本創作，如《銀河天使》等戲仿、滑稽的作品也相當上手。

## 逸事
- 承認自己是受到時代劇和警匪片影響而成長的世代，並公開說自己對於以「月九」為代表的愛情劇沒有興趣。
- 在參與東映動畫版《遊戲王》的腳本時認識了同為編劇的井上敏樹。彼此關係良好，亦多次一起工作，並曾參加過井上在自家舉辦的聚會。
- 在井上敏樹自家的聚會上，井上的友人寺崎正信曾說「說一句平平無奇的對白，你知道演員要費多少氣力嗎？」。小林立刻反駁說「寫那句平平無奇的對白，你知道編劇要多辛勞嗎？」。
- 當《GEAR戰士電童》第2部份結束時（第26集），小林自己亦同時遭到替換。
- 根據自《星獸戰隊銀河人〉以來經常與小林一起工作的岸佑二所形容，小林是「一喝了酒的話就會變得充滿威勢的類型」。
- 在參與《重甲 B-Fighter》腳本的時候，出於「東映新人培訓學校」上層的意見，很多當時的新晉編劇被東映棄用。而當時身為新人的小林亦有被棄用的危機，不過由於得到同作的主要編劇宮下隼一和扇澤延男的維護而得以留下，及後出于保险起见曾短时间借用同作中的前輩鷺山京子的名義發表作品[1]。
- 在2009年的《侍戰隊真劍者》中擔任主要編劇時，亦同時參加了同期播放的《假面騎士DECADE》的腳本創作。不過，超級戰隊系列的主要編劇同時參與其他同期播放的東映特攝作品可謂絕無僅有。對上一次已是16年前，《五星戰隊大連者》的主要編劇杉村升同時兼任電影《假面騎士ZO》的腳本。

## 作品

### 動畫

#### 劇本統籌、主要編劇
- DINOZAURS : THE SERIES（2000年）
- 青春草莓蛋（2001年）
- 迷糊天使（2002年）[注 1]
- 極道鮮師（2004年）
- 灼眼的夏娜（2005年－2006年）
- 夢使者（2006年）
- 魔女之刃（2006年）
- CLAYMORE（2007年－2008年）
- 灼眼的夏娜II（2007年－2008年）
- BLASSREITER（2008年）[注 2]
- 再造人卡辛 Sins（日语：キャシャーン Sins）（2008年－2009年）
- 灼眼的夏娜III（2011年－2012年）
- JoJo的奇妙冒險（2012年－2013年）
- 進擊的巨人（2013年）
- JoJo的奇妙冒險 星塵鬥士（2014年－2015年）
- 牙狼〈GARO〉-炎之刻印-（2014年）
- JoJo的奇妙冒險 不滅鑽石（2016年）
- 進擊的巨人 Season2（2017年）
- 狂賭之淵（2017年）
- JoJo的奇妙冒險 黃金之風（2018年－2019年）
- 多羅羅（2019年）

#### 其他
- 靈異教師神眉（1997年）
- 春庭家的第3人（日语：春庭家の3人目）（1998年）
- 遊☆戲☆王 (東映動畫製作版)（1998年）
- 星方天使（1999年）
- GEAR戰士電童（2000年－2001年）
- 銀河天使（2001年－2004年）[注 3]
- 人造人009 THE CYBORG SOLDIER（2001年－2002年）
- 鈴鐺貓娘Panyo Panyo（2002年）
- 七小花（2002年）
- ギルガメッシュ（日语：ギルガメッシュ (漫画)）（2003年）
- 鈴鐺貓娘Nyo（2003年 - 2004年）
- 現視研 (第1季)（2004年）
- Keroro軍曹 (第2季)（2005年）
- 強殖裝甲加爾巴 (OLM製作版) （2005年－2006年）
- 神様家族（2006年）
- 009-1（2006年）
- 死亡筆記本（2006年－2007年）
- 怪物王女（2007年）

### 特攝影集

#### 主要編劇
- 星獸戰隊銀河人（1998年－1999年）全50話中有38話執筆
- 未來戰隊時連者（2000年－2001年）全50話中有40話執筆
- 假面騎士鄂門（2001年－2002年）全51話中有1話執筆
- 假面騎士龍騎（2002年－2003年）全50話中有36話執筆
- 美少女戰士真人版（2003年－2004年）全49話全部執筆
- 假面騎士電王（2007年－2008年）全49話中有45話執筆
- 侍戰隊真劍者（2009年－2010年）全49話中有42話執筆
- 假面騎士OOO（2010年年－2011年）全48話中有38話執筆
- 特命戰隊Go Busters（2012年－2013年）全50話中有36話執筆
- 烈車戰隊特急者（2014年－2015年）全47話中有36話執筆
- 假面騎士Amazons（2017年）

#### 其他
- 特搜機器人Janperson（1993年－1994年）出道作，僅擔任第40話
- Blue SWAT（1994年－1995年）全51話中有4話執筆
- 重甲B-Fighter（1995年－1996年）全53話中有3話執筆[注 4]
- B-Fighter Kabuto（1996年－1997年）全50話中有6話執筆
- 電磁戰隊百萬連者（1997年－1998年）全51話中有13話執筆
- 救急戰隊GOGOＶ（1999年－2000年）全50話中有12話執筆
- 假面騎士AGITO（2001年－2002年）僅擔任第28話
- 轟轟戰隊冒險者（2006年－2007年）全49話中有11話執筆
- 假面騎士DECADE（2009年）全31話中有4話執筆
- 牙狼〈GARO〉～魔戒閃騎～（2011年）僅擔任第5話

### 電影
- 劇場版 遊戲王（1999年）
- 劇場版 數碼寶貝03馴獸師之王：冒險者的戰鬥（2001年）
- 劇場版 灼眼的夏娜（2007年）
- 假面騎士電王 老子，誕生！（2007年）
- 假面騎士電王&Kiva Climax刑事（2008年）
- 再見，假面騎士電王 Final Countdown（2008年）
- 超·假面騎士電王 & Decade 新世代 鬼島的戰艦（日语：劇場版 超・仮面ライダー電王&ディケイド NEOジェネレーションズ 鬼ヶ島の戦艦）（2009年）
- 侍戰隊真劍者 銀幕版 天下驅分點之戰（日语：侍戦隊シンケンジャー 銀幕版 天下分け目の戦）（2009年）
- 侍戰隊真劍者VS轟音者 銀幕BANG!!（2010年）
- TRIGUN Badlands Rumble（日语：トライガン#劇場版アニメ）（2010年）
- 假面騎士x假面騎士x假面騎士 THE MOVIE 超·電王三部曲（2010年）
  - Episode Red- Zeronos的星際閃耀
  - Episode Blue- 派遣意魔人NEW TRAL
  - Episode Yellow- 寶物DIEND的盜竊
- 劇場版 旋風管家 HEAVEN IS A PLACE ON EARTH（2011年）
- 劇場版 假面騎士OOO WONDERFUL 將軍與21枚核心硬幣（2011年）
- 假面騎士×假面騎士 Fourze & OOO Movie大戰 Mega Max假面騎士OOO「Ankh復活‧未來核心硬幣‧相連的希望」（2011年）
- 特命戰隊Go Busters THE MOVIE 保護東京Enetower!（2012年）
- 烈車戰隊特急者 THE MOVIE 銀河路線SOS（2014年）
- 烈車戰隊特急者 VS 強龍者 THE MOVIE（2015年）
- 劇場版 牙狼〈GARO〉~Divine Flame~（2016年）
- 映畫 刀劍亂舞 繼承（2019）
- JOJO的奇妙冒險 装甲戰士（待公布）

### OV/OVA
- 救急戰隊GOGOV VS銀河人（2000年）
- 美少女戰士真人版 Special Act.（2004年）
- COLLECTION DVD 異魔人動畫2（2008年）
- 歸來的侍戰隊真劍者 特別幕（2010年）
- 絕狼〈ZERO〉-BLACK BLOOD-（2014年）

### 漫畫
- Witch Blade 丈流（腳本）

### 作詞
- Don't Stop! メガシルバー（『電磁戰隊百萬連者』插入歌）
- PSYMA〜破壊の烙印〜（『救急戰隊GOGOＶ』插入歌）
- ピュルリクピュルリク（『銀河天使』插入歌）

## 腳註

### 資料來源
1. ↑  『宇宙船』Vol.121 2008夏[復活2號]（Hobby Japan刊）的採訪。

## 相關項目
- 日本編劇列表（日语：脚本家一覧）